# Callistethus rosenbergi
Callistethus rosenbergi är en skalbaggsart som beskrevs av Ohaus 1902. Callistethus rosenbergi ingår i släktet Callistethus och familjen Rutelidae. Inga underarter finns listade.